# Айленд-Лейк (тауншип, округ Маномен, Миннесота)
Айленд-Лейк (англ. Island Lake) — тауншип в округе Маномен, Миннесота, США. На 2000 год его население составило 218 человек.

## География
По данным Бюро переписи населения США площадь тауншипа составляет 94,8 км², из которых 88,8 км² занимает суша, а 6,0 км² — вода (6,34 %).

## Демография
По данным переписи населения 2000 года здесь находились 218 человек, 90 домохозяйств и 63 семьи.  Плотность населения —  2,5 чел./км².  На территории тауншипа расположено 275 построек со средней плотностью 3,1 построек на один квадратный километр. Расовый состав населения: 68,35 % белых, 20,18 % коренных американцев, 0,46 % — других рас США и 11,01 % приходится на две или более других рас. Испанцы или латиноамериканцы любой расы составляли 0,46 % от популяции тауншипа.
Из 90 домохозяйств в 27,8 % воспитывались дети до 18 лет, в 55,6 % проживали супружеские пары, в 6,7 % проживали незамужние женщины и в 30,0 % домохозяйств проживали несемейные люди. 26,7 % домохозяйств состояли из одного человека, при том 14,4 % из — одиноких пожилых людей старше 65 лет. Средний размер домохозяйства — 2,42, а семьи — 2,87 человека.
24,3 % населения — младше 18 лет, 6,9 % — в возрасте от 18 до 24 лет, 23,9 % — от 25 до 44, 25,7 % — от 45 до 64, и 19,3 % — старше 65 лет. Средний возраст — 42 года. На каждые 100 женщин приходилось 109,6 мужчин.  На каждые 100 женщин старше 18 приходилось 114,3 мужчин.
Средний годовой доход домохозяйства составлял 25 673 доллара, а средний годовой доход семьи —  33 750 долларов. Средний доход мужчин —  18 250  долларов, в то время как у женщин — 19 167. Доход на душу населения составил 14 162 доллара. За чертой бедности находились 11,1 % семей и 18,0 % всего населения тауншипа, из которых 45,5 % младше 18 и 4,6 % старше 65 лет.